# Nicktoons Winners Cup Racing
Nicktoons Winners Cup Racing é um jogo de computador de corrida desenvolvida pela Pronto Games e publicado pela ValuSoft, o jogo é o terceiro da série de jogos Nicktoons Sports, na sequência de Nicktoons Basketball. Foi lançado em 15 de fevereiro de 2006 nos Estados Unidos, exclusivamente para o sistema operacional Microsoft Windows. É o sucessor do jogo de 1999 Nicktoons Racing, e está junto de todos os personagens que são do jogo Nicktoons Unite!, lançado em 2005.

## Jogabilidade
Ele inclui personagens da Nickelodeon como Bob Esponja, Jimmy Neutron, Timmy Turner e Danny Phantom. Cada piloto tem o seu próprio veículo exclusivo para dirigir. Existem três níveis que têm vários modos diferentes para completar, incluindo Practice, Grand Prix, e modo Versus. Ao vencer o modo Grand Prix, você vai ser capaz de desbloquear vários vilões para jogar contra, como Plankton, Sr. Crocker, Vlad Plasmius, e o Professor Catastrofe, ou você pode liberar outras pistas de corrida, tais como níveis de desafio. Em uma corrida, Power-ups podem ser adquiridos para ser usados contra outros pilotos. Algumas das pistas são baseadas diretamente sobre os personagens do jogo.
Mini-jogos estão disponíveis, mas os jogadores têm de desbloqueá-los antes que eles possam jogá-los.